# Két férfi, egy eset
A Két férfi, egy eset (eredeti címén: Ein Fall für zwei) (nyugat)-német krimisorozat, amit 1981-ben kezdett sugározni a ZDF csatorna. A sorozatot a GALMON Film és az ODEON Film gyártotta a ZDF, ORF és SRG csatornák részére. A Frankfurtban játszódó sorozatban egy védőügyvéd és egy magánnyomozó old meg különböző bűnügyeket. 
A sorozatot Magyarországon az MTV kezdte sugározni 1984-ben, ezt követően 10 éven keresztül sugározta a 11. évadig, bár nem adták le az összes epizódot, ami ez idő alatt készült. 2011-ben a Story4 csatorna műsorra tűzte a 30. évadot.

## Történet
A főszereplő Hermann Josef Matula (Claus Theo Gärtner) egykori német rendőrtiszt, aki magánvállalkozásba kezdett. Vizsgálati módszere nagyon hatékony és közvetlen, sőt néha piszkos trükkökhöz is folyamodik. Gärtnert 1 évig győzködte a producer, még végül egy kávézóban felírt szalvétára kötelezte el magát Matula magánnyomozó szerepére, amit egészen 2013-ig alakított. A sorozat nyitó epizódjában Matulát elbocsátották a rendőrségtől, és bíróság elé állították, majd elítélték. Dr. Dieter Renz (Günter Strack) védte ügyvédként, Matula pedig Renz kíséretében kisétál a börtönből. Az epizód végén Renz felveszi Matulát magándetektívnek.
Az ügyvéd karaktere többször változik a sorozatban. Az első ügyvéd dr. Dieter Renz, aki a 60. epizódban visszavonult, és dr. Rainer Franck (Rainer Hunold) veszi át a munkáját. A 149. epizódban dr. Franck jogi tanári állást vállal, helyére dr. Johannes Voss (Mathias Herrmann) kerül. A 182. epizódban dr. Vost agyonlőtte egy szökésben lévő bűnöző, és dr. Markus Lessing (Paul Frielinghaus) veszi át a munkáját.
A legtöbb epizód egy egyszerű mintát követ: valakit meggyilkolnak, és a rendőrség letartóztatja a legvalószínűbb gyanúsítottat. A gyanúsított, aki azt állítja magáról, hogy ártatlan, a sorozat ügyvédjét (Renz, Franck, Voss vagy Lessing) fogadja fel ügyvédjének. Az ügyvéd elvégzi az összes papírmunkát, beszél a rendőrséggel és részt vesz a bírósági tárgyalásokon. Eközben Matula minden tényleges kutató- és nyomozómunkát végez – úgymond "bepiszkolja a kezét". Matula gyakran verekedik, és gyakran kiüti a rosszfiúkat. A végén az eredeti gyanúsított általában (de nem mindig) végül is ártatlannak bizonyul, és megtalálják az igazi tettest.
2006 végétől 2007 elejéig a legtöbb epizód olyan jeleneteket tartalmazott, amiben Matula ellátogatott egy sztriptíz bárba, hogy kihallgassa a tulajdonost vagy az egyik vendéget. Nagyon rövid felvételeken félmeztelen női táncosok is láthatók. Nagyon kevés más német detektívműsorban szerepel hasonló jelenet, ha van ilyen. A későbbi epizódok már nem mutatnak ilyen jeleneteket.
A műsor felépítése nagyon hasonlít a Perry Mason című amerikai jogi drámához, bár a Két férfi, egy eset nem sok jelenete játszódik tárgyalóteremben.
2011 októberében Gärtner és Frielinghaus bejelentette, hogy a 300. epizód után kilépnek a sorozatból, amelyet 2012 nyarán forgattak, és 2013. március 29-én mutattak be.
A sorozatot 2014-ben új karakterekkel és színészekkel indították újra. Antoine Monot Jr. Benjamin "Benni" Hornberg ügyvédet alakítja Wanja Mues mellett, aki Leo Oswald nyomozót alakítja, de az 5. részében feltűnik Matula is.
2017-ben Matula és Matula – A hegy árnyéka címmel két, 2019-ben Matula – Halál Mallorcan címmel egy egész estés tévéfilm készült Matulával a főszerepben.

## Szereplők
| Szerep               | Színész            | Magyar hang                                 |
| -------------------- | ------------------ | ------------------------------------------- |
| Hermann Josef Matula | Claus Theo Gärtner | Balázsi Gyula (MTV) Reviczky Gábor (Story4) |

### Ügyvédek
| Szerep              | Színész           | Magyar hang   | Epizódok száma | Év        | Távozásának oka                                                 |
| ------------------- | ----------------- | ------------- | -------------- | --------- | --------------------------------------------------------------- |
| dr. Dieter Renz     | Günter Strack     | Szabó Gyula   | 1–60.          | 1981–1988 | A karakter visszavonul, és a barátnőjével külföldre költözik.   |
| dr. Rainer Franck   | Rainer Hunold     | Dörner György | 60–149.        | 1988–1997 | Jogi tanári állást vállal.                                      |
| dr. Johannes Voss † | Mathias Hermann   | –             | 149–182.       | 1997–2000 | A karaktert a 182. részben agyonlövi egy szökésben lévő bűnöző. |
| dr. Markus Lessing  | Paul Frielinghaus | Jakab Csaba   | 175, 182–300.  | 2000–2013 |                                                                 |

## Epizódok

### Az MTV által idehaza sugárzott epizódok
(Renz, majd a 60. rész után Franck ügyvéddel)
| Epizódszám | Cím                     | Magyar bemutató      | Megjegyzés                                                     |
| ---------- | ----------------------- | -------------------- | -------------------------------------------------------------- |
| 1.         | A nővér                 | 1984. július 24.     |                                                                |
| 2.         | Rókavadászat            | 1985. január 16.     |                                                                |
| 4.         | Halálos barátság        | 1985. május 12.      |                                                                |
| 5.         | Az örökös               | 1985. november 29.   |                                                                |
| 9.         | Koccanás                | 1985. április 27.    |                                                                |
| 13.        | Társas viszony          | 1986. október 9.     |                                                                |
| 15.        | Az áldozat              | 1986. szeptember 27. |                                                                |
| 16.        | Pankraz úr              | 1988. február 19.    |                                                                |
| 17.        | A tanú                  | 1986. március 2.     |                                                                |
| 18.        | Halálos négyszög        | 1986. május 11.      |                                                                |
| 19.        | Hiba a számításban      | 1987. február 27.    |                                                                |
| 21.        | Holt tőke               | 1988. január 13.     |                                                                |
| 22.        | Veszélyes mesterség     | 1987. július 23.     |                                                                |
| 23.        | 11 év múlva             | 1987. június 3.      |                                                                |
| 24.        | Egy gyilkosság vegytana | 1988. július 17.     |                                                                |
| 25.        | Az elveszített éjszaka  | 1988. május 29.      |                                                                |
| 27.        | Hajnali szürkületben 1. | 1988. szeptember 1.  |                                                                |
| 28.        | Hajnali szürkületben 2. | 1988. szeptember 2.  |                                                                |
| 29.        | Hajnali szürkületben 3. | 1988. szeptember 4.  |                                                                |
| 31.        | A kudarc                | 1989. április 14.    |                                                                |
| 34.        | Fekete számok           | 1988. június 27.     |                                                                |
| 37.        | Közös megegyezés        | 1987. szeptember 26. |                                                                |
| 41.        | Schwind vigyáz          | 1989. május 11.      |                                                                |
| 43.        | Holtbiztos tipp         | 1988. november 26.   |                                                                |
| 44.        | Vak gyűlölet            | 1988. október 1.     |                                                                |
| 47.        | Zoreknek lőnie kell     | 1989. szeptember 8.  |                                                                |
| 48.        | A fizetési nap          | 1989. július 3.      |                                                                |
| 50.        | Egyszer még...          | 1989. január 11.     |                                                                |
| 51.        | Értéktelen alibi        | 1989. november 18.   |                                                                |
| 60.        | Cézár zsákmánya         | 1990. január 7.      | Renz ügyvéd ebben a részben adja át a helyét Franck ügyvédnek. |
| 61.        | A Kramm-ügyirat         | 1990. november 3.    |                                                                |
| 62.        | Csak egyszer élünk      | 1991. május 16.      |                                                                |
| 63.        | Régi szerelem           | 1991. április 22.    |                                                                |
| 64.        | Egy férfi fényképe      | 1990. november 26.   |                                                                |
| 66.        | 70.000 készpénzben      | 1991. január 21.     |                                                                |
| 71.        | Lelkiismeret-furdalás   | 1991. május 22.      |                                                                |
| 72.        | Félrelépés              | 1991. július 19.     |                                                                |
| 73.        | A kulcs                 | 1991. augusztus 30.  |                                                                |
| 76.        | Testvérgyűlölet         | 1992. március 24.    |                                                                |
| 77.        | A második tettes        | 1994. január 18.     |                                                                |
| 78.        | Halálos tévedés         | 1992. január 10.     |                                                                |
| 79.        | Bumeráng                | 1992. február 7.     |                                                                |
| 80.        | Madonna                 | 1991. december 13.   |                                                                |
| 82.        | Véres arany             | 1992. június 30.     |                                                                |
| 83.        | Apai szeretet           | 1992. március 13.    |                                                                |
| 84.        | Hókeringő               | 1991. október 25.    |                                                                |
| 85.        | Mesterkurzus            | 1993. június 15.     |                                                                |
| 86.        | Fejpénz                 | 1992. május 20.      |                                                                |
| 87.        | Tévedni életveszélyes   | 1993. június 29.     |                                                                |
| 88.        | Helene titkai           | 1993. január 12.     |                                                                |
| 90.        | Telitalálat             | 1993. február 4.     |                                                                |
| 93.        | Filmszakadás            | 1993. július 6.      |                                                                |

### A Story4 által idehaza sugárzott epizódok
(Lessing ügyvéddel)
| Epizódszám | Cím                       | Magyar bemutató      |
| ---------- | ------------------------- | -------------------- |
| 271.       | Apró műhold               | 2011. október 12.    |
| 272.       | Nyomás alatt              | 2011. október 19.    |
| 273.       | Két tűz között            | 2011. október 26.    |
| 274.       | Tettes és áldozat         | 2011. november 2.    |
| 275.       | Romba dőlt álmok          | 2011. november 9.    |
| 276.       | Holtak a pincében         | 2011. október 5.     |
| 277.       | A látszat csal            | 2011. szeptember 26. |
| 278.       | Végzetes képek            | 2011. szeptember 14. |
| 279.       | Sötét árnyak              | 2011. november 26.   |
| 280.       | Minden, csak nem szerelem | 2011. szeptember 26. |

## Hiba
- A 3. részben Matula említi, hogy 1949. március 18-án született, és hogy az apját a Második világháború utolsó napjaiban ölték meg. Nos, ha az apját valóban akkor ölték meg, akkor Matulának legkésőbb 1946 elején kellett megszületnie, már ha Matula félárvaként született. Az 1981-ben készült 1. részben 31 évesnek vallja magát, amely szintén helytelen, ha az apjának valóban az volt a sorsa. (A Matulát alakító Claus Theo Gärtner 1943-as születésű).

## Érdekességek
- Az 50. részben (Egyszer még...) a bűnügyi rendőrség egyik tagját Bergmann-nak hívják, csakúgy mint a Tetthely című sorozat 1978 és 1983 között tevékenykedő frankfurti nyomozóját.
- Az 51. részben (Értéktelen alibi) Deietler Eppler itt is államügyészként jelenik meg, csak úgy mint a Derrick és Az Öreg című sorozatokban, illetve a Tetthely című sorozat 108. részében (Nem gyerekjáték!), de az nem derül ki, hogy ugyanaz e a karakter neve.
- 2001. január 13-án Claus Theo Gärtner a sorozatban nyújtott alakításáért megkapta a "Tiszteletbeli biztos" címet.
- Edwin Noel négy alkalommal is államügyészt alakít, ebből a 29. részben Ahrendt, a 60. részben Dietz a neve, a 147. és 177. részben nem említik a nevét.
- Magyarországon 1995 és 2007 között Matula Magazin címmel kéthetilap jelent meg, ami a sorozat Matula magandetektívjéről kapta a nevét, bár a néven kívül nem volt köze a sorozathoz. A szerkesztők szerint „ellenkulturális” lap volt.

## Fordítás
- Ez a szócikk részben vagy egészben  az   Ein Fall für zwei című német Wikipédia-szócikk fordításán alapul.  Az eredeti cikk szerkesztőit annak laptörténete sorolja fel. Ez a jelzés csupán a megfogalmazás eredetét és a szerzői jogokat jelzi, nem szolgál a cikkben szereplő információk forrásmegjelöléseként.